# 1726
1726 (MDCCXXVI) a fost un an obișnuit al calendarului gregorian, care a început într-o zi de luni.

## Nașteri
- 7 septembrie: François-André Danican Philidor, actor și șahist francez (d. 1795)

## Decese
- 24 aprilie: Christian August de Holstein-Gottorp, 53 ani, bunicul matern al țarinei Ecaterina cea Mare (n. 1673)